# 최승민 (e스포츠인)
최승민(1987년 4월 27일 ~ )은 대한민국의 프로게임단 지도자이다. 현재 KT 롤스터의 코치직을 수행하고 있다.

## 지도자 생활
2013년 12월, Incredible Miracle의 코치로 부임했다.
2020시즌을 앞두고 KT 롤스터의 코치로 부임했다.

## 수상 내역

### 지도자
- 리그 오브 레전드 챔피언스 코리아 서머 2017 우승